# Peter Høeg
Peter Høeg (Koppenhága, 1957. május 17. –) dán író. Legismertebb műve a Frøken Smillas fornemmelse for sne (Smilla kisasszony hóra vágyik, 1992) című regénye.

## Fiatalkora
Høeg Koppenhágában, Dániában született. Mielőtt író lett, különböző munkakörökben dolgozott tengerészként, balett-táncosként és színészként (a vívás és a hegymászás mellett) – ezeket a tapasztalatokat regényeiben is felhasználja. A Koppenhágai Egyetemen irodalmat tanult Peter Brask dán irodalomtudós, zeneszerző és író mellett. Egy személyes válság után egy évig gazdag emberek jachtjain dolgozott matrózként, majd visszatért, és 1984-ben irodalomból szerzett diplomát a Koppenhágai Egyetemen.

## Pályafutása
Peter Høeg 1988-ban adta ki első regényét, Forestilling om det Tyvende århundrede (A dán álmok története) címmel, nagyon pozitív kritikákkal. Ekkor úgy döntött, hogy megvédi a magánéletét. A következő öt évben megírta és kiadta a Fortællinger om natten című novelláskötetet, valamint a regényeket: Frøken Smillas fornemmelse for sne (1992), De måske egnede (1993). A Smilla kisasszony hóra vágyik volt az, amely Høegnek azonnali és nemzetközi irodalmi hírnevet szerzett. 1993-ban elnyerte a dán könyvkereskedők De Gyldne Laurbær (Arany babér) díját és a Dán Kritikusok Irodalmi Díját a De måske egnede (angol címe: Borderliners) című könyvéért.
Høeg gyakorlatilag eltűnt 1996-ban a Kvinden og aben (A nő és a majom) langyos fogadtatása után.

### Visszatérés ésA csendes lányvita
Høeg 2006-ban jelentkezett újra Den stille pige (A csendes lány) című regényével, amely 10 év után az első regénye. Megjelenésekor a regény dániai fogadtatása a legjobb esetben is vegyes volt, és a regényt általában nem vették figyelembe, mert vagy túl bonyolult, vagy túl posztmodern. Høeg meglepődött a visszhangon, és azóta elmondta, hogy a könyv összetettsége meg sem közelíti az olyan filmekét, mint a Mementó (2000) vagy az Eredet (2010). Jan Kjærstad norvég szerző megvédte a könyvet, mondván: „Meglep, hogy egy olyan regényt, amelyet egy Peter Høeg kaliberű, nagy intelligenciával, gondolkodással és eredetiséggel megáldott ember írt, ilyen kicsinyes és sértő kirohanásoknak kell kitenni. Hogy lehet, hogy egy ilyen sodró lendületű, nagyvonalú, nyitott könyvet ennyi komolysággal és szigorúsággal, ilyen zárt elmékkel és ismét: az én széles látókörű, öreg Dániámban?”.
2007 októberében Poul Behrendt dán irodalomkritikus Den Hemmelige Note: Ti kapitler om små ting der forandrer alt (A titkos jegyzet: Tíz fejezet a mindent megváltoztató apróságokról) címmel könyvet jelentetett meg, amelyben kifejti, hogy A csendes lány hűvös fogadtatását a mű bonyolultsága és terjedelme okozta, amelyet a kritikusok Behrendt szerint nem értettek.
Legutóbbi könyve, Effekten af Susan (A Susan-hatás) 2014-ben jelent meg Dániában. A könyvet a The Economist „high-concept thrillerként” jellemezte, amelyben társadalmi összeomlás, környezeti katasztrófa és gazemberek kezében lévő atomfegyverek szerepelnek.

## Stílus

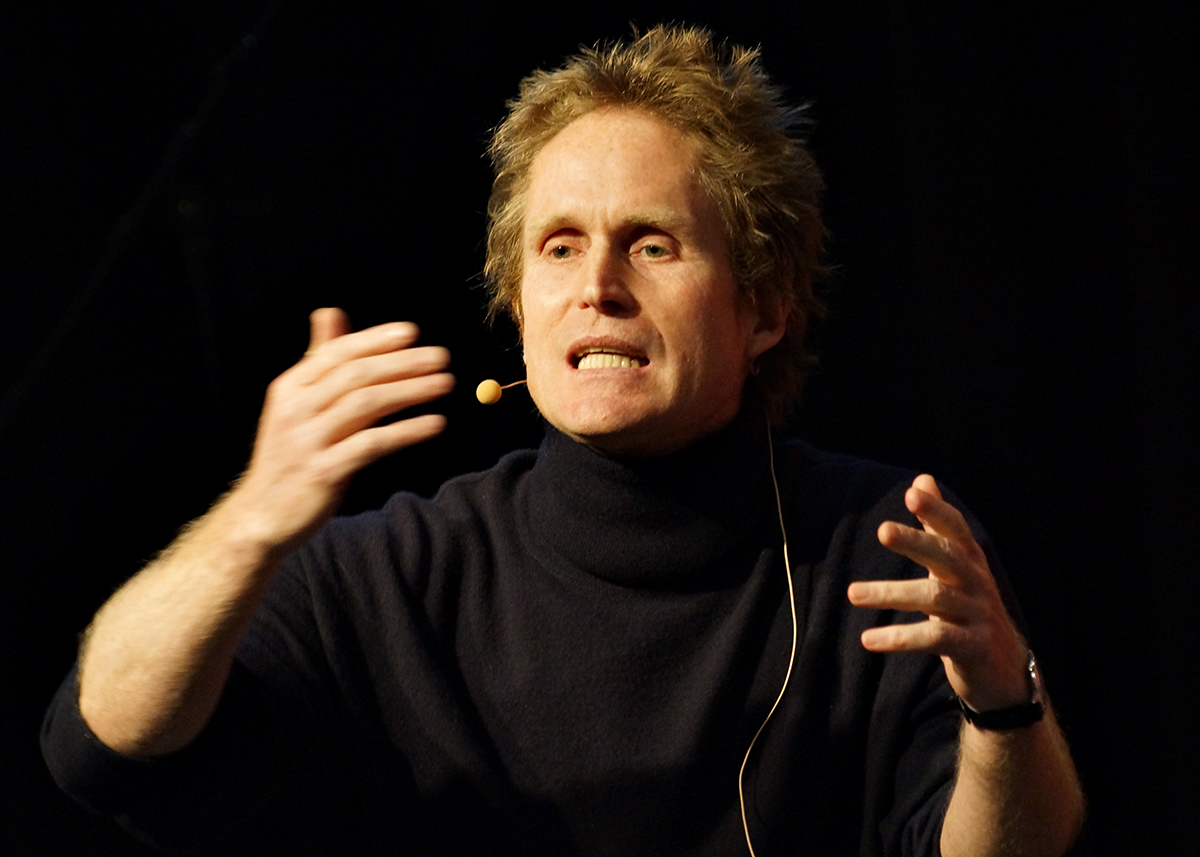
Peter Høeg (2012)

Høeg arról híres, hogy nehéz elhelyezni az irodalmi stílusban. Valamennyi munkája stilárisan nagyon különbözik egymástól, posztmodern, gótikus, mágikus-realista jelzőkkel illették, hogy néhányat említsünk. Míg például Smilla kisasszonyt a nordic noir kategóriába sorolták, a Susan-effektus olyan mágikus elemeket tartalmazott, mint például a Svendsen család esetében, akik az elbeszélésben egyik-másik szupererővel rendelkeztek. A téma szempontjából azonban van egy vezérfonal; Høeg művei mintha gyakran foglalkoznának a civilizációs fejlődés következményeivel.
Egy interjúban Høeg elmondta, hogy az írói gyakorlatában kontemplatív megközelítést követ, és ez a „meditáció, majd írás, majd meditáció, majd ismét írás” mintáját jelenti.

## Magánélete
Høeg Koppenhágában nőtt fel, és jelenleg a jütlandi Nørre Snede-ben él. Négy gyermeke van. 1996-ban létrehozta a Lolwe alapítványt, amely pénzügyi segítséget nyújt a harmadik világban élő nőknek és gyermekeknek, különösen Afrikában és a tibeti száműzetésben.

## Könyvei
- Forestilling om det tyvende århundrede (1988)
- Fortællinger om natten (1990)
- Frøken Smillas fornemmelse for sne (1992)
- De måske egnede (1993)
- Kvinden og aben (1996)
- Første og sidste kapitel i antologien Trykt – og godt (1998)
- Den stille pige (2006)
- Elefantpassernes børn (2010)
- Effekten af Susan (2014)
- Gennem dine øjne (2018)

## Magyarul megjelent
- Smilla kisasszony hóra vágyik (Froken Smillas fornemmelse for sne) – Magyar Könyvklub, Budapest, 1997 · ISBN 9635484208 · Fordította: Kertész Judit
- Az asszony és a majom (Kvinden og aben) – Magyar Könyvklub, Budapest, 1999 · ISBN 9635488696 · Fordította: Kertész Judit
- Megmenthetők? (De måske egnede) – Typotex, Budapest, 2022 (Typotex világirodalom) · ISBN 9789634931850 · Fordította: Soós Anita

## Fordítás
- Ez a szócikk részben vagy egészben  a   Peter Høeg című angol Wikipédia-szócikk fordításán alapul.  Az eredeti cikk szerkesztőit annak laptörténete sorolja fel. Ez a jelzés csupán a megfogalmazás eredetét és a szerzői jogokat jelzi, nem szolgál a cikkben szereplő információk forrásmegjelöléseként.